# Ralph King-Milbanke (2e comte de Lovelace)
Ralph Gordon King Noel Milbanke, 2e comte de Lovelace (2 juillet 1839-28 août 1906) est un auteur britannique d'Astarté : un fragment de vérité concernant George Gordon Byron, premier Lord Byron.

## Biographie
Il est né au 10 St James's Square, à Londres, le 2 juillet 1839, le deuxième fils de William King-Noel (1er comte de Lovelace), et d'Ada Lovelace, la première programmeuse informatique au monde. Ses grands-parents maternels sont le poète Lord Byron et Annabella Byron, 11e baronne Wentworth.
Son père, devient huitième baron King en 1833, est créé comte de Lovelace le 30 juin 1838. Il est lord-lieutenant de Surrey de 1840 à sa mort en 1893 et s'intéresse au génie agricole et mécanique .
De 1847 à 1848, Ralph est élève de l'école Pestalozzian de Wilhelm von Fellenberg à Hofwyl, près de Berne. Par la suite éduqué en privé, il s'est inscrit au University College d'Oxford en 1859, mais n'a pas obtenu son diplôme. Le 1er septembre 1862, à la mort de son frère aîné, Byron Noel, vicomte Ockham - qui avait succédé à sa grand-mère, Lady Byron, en tant que douzième baron Wentworth - Ralph lui-même devient le treizième baron Wentworth et le vicomte Ockham (titre de courtoisie de l'héritier de Lord Lovelace). Il prend le nom de famille de Milbanke, nom de jeune fille de Lady Byron, par licence royale le 6 novembre 1861 .
Prenant peu part à la vie publique, il lisait largement et fait preuve d'un jugement indépendant quoique plutôt erratique. À l'âge de vingt-deux ans, il passe un an en Islande et est un étudiant zélé de la littérature nordique. Au début de sa vie, il est un alpiniste audacieux, il passe beaucoup de temps dans les Alpes, et en 1887 fait la première ascension de l'Aiguille Noire de Peuterey avec son guide, Émile Rey ,. Linguiste accompli, il est particulièrement au courant des dialectes suisses et tyroliens. Sa connaissance intime de la littérature française, allemande et anglaise s'est alliée à un goût prononcé pour la musique et la peinture. Il apprécie l'intimité de William Edward Hartpole Lecky et d'autres hommes de lettres .
En 1893, il succède à son père comme second comte de Lovelace. En 1906, il imprime en privé Astarte: Un fragment de vérité concernant George Gordon Byron, premier Lord Byron, dédié à MCL (sa deuxième épouse, née Mary Caroline Stuart-Wortley, qu'il épouse le 30 décembre 1880). Cette polémique vigoureuse, prétendait justifier la grand-mère de Lovelace, Lady Byron, des propos qui lui avaient été adressés après les "révélations" de Mme Harriet Beecher Stowe en 1869-1870. Lovelace a allégué, sur la preuve de documents jusque-là non divulgués laissés par Lady Byron, et maintenant à sa disposition, que les relations de Byron avec sa demi-sœur, Mme Augusta Leigh, étaient criminelles et qu'elle était l'Astarté du poète Manfred. Lovelace imprime une déclaration signée en 1816 par le Dr Lushington, Sir Robert Willmot et Sir Francis Doyle, et divers extraits de la correspondance. Il cite également une lettre à l'appui de sa conclusion de Sir Leslie Stephen, qui a examiné les documents. Astarte provoque des réponses d'un M. John Murray et d'un M. Richard Edgcumbe .
Lovelace est décédé très soudainement à Ockham Park, Ripley, Surrey, le 28 août 1906. Après la crémation à Woking, ses cendres sont enterrées dans la chapelle King au-dessus du caveau familial de l'église d'Ockham .

## Famille
Il s'est marié deux fois: d'abord le 25 août 1869, à Fanny (décédée en 1878), troisième fille de George Heriot, vicaire de St. Anne's, Newcastle; en secondes noces le 10 décembre 1880, à Mary Caroline, fille aînée du Rt. Hon. James Stuart-Wortley ; elle lui a survécu. Il n'a pas de descendant masculin. La fille de Lovelace, Ada Mary, par sa première épouse, est devenue baronne Wentworth. Le comté de Lovelace est passé à son demi-frère Lionel Fortescue King, fils du premier comte et de sa deuxième épouse .